# Galaxy Trucker
Galaxy Trucker är ett sällskapsspel med rymd-tema för 2 till 4 spelare. Spelet är konstruerat av Vlaada Chvátil som även konstruerat spelet Space Alert som tar plats i samma universum. Galaxy Trucker gavs ut på tjeckiska 2007 av Czech Games Edition och en tysk version utgavs samma år av Heidelberger Spieleverlag.

## Bakgrund
Spelarna tar roll som en interplanetär "truckare" som ska transportera avloppsrör till avlägsna platser i galaxen för det nästan bankrupta företaget Corporation Incorporateds räkning. Men några visionärer på företaget kom på att det vore billigare att bygga rymdskeppen av de delarna som ska fraktas.

## Spelet
Spelet är uppdelat i tre omgångar, där varje omgång är uppdelad i två faser. Under den första fasen ska spelarna bygga ihop varsitt rymdskepp. Detta görs med alla byggkomponenter utspridda upp-och-ner vända på bordet och när man börjar gäller det att snabbt bygga färdigt sitt skepp på den begränsade plats man har ett bygga på. Och det gäller att bygga ett robust skepp med både motorer, vapen, plats för personal ombord, plats för att förvara gods, sköldar att skydda sig med och batterier för att boosta rymdskeppets funktioner vid vissa tillfällen. När en spelare har byggt klart och känner sig nöjd tar han ett startnummer mellan 1 och 4 och vänder på ett timglas. Detta begränsar tiden för de övriga spelarna att bygga klart sina skepp. Startnumren talar om för spelarna hur långt fram de startar i omgångens andra fas.
Under andra fasen vänder man upp kort för att se vad som händer under rymdresan. Det kan vara att man stöter på planeter med resurser som man kan hämta upp och sälja på slutdestinationen, övergivna skepp som man kan låta några ur besättningen överta, rymdpirater som man måste försvara sig mot, kometstormar eller andra händelser. När alla kort vänts upp har man anlänt till sin destination, om man överlevt hela vägen. Nu säljer man det extra gods som man lyckats samla på sig under färden och får även inkassera pengar för på vilken plats man kom fram och hur snyggt rymdskepp man har.
Alla som har mer än 0 pengar efter sista omgången har vunnit, men den med mest pengar har förstås vunnit lite mer än alla andra.

## Expansioner
Det har kommit två stora expansioner till grundspelet som tillåter upp till 5 spelare. The Big Expansion kom 2008 lade bland annat till en ny sorts alien, nya skeppstyper och nya byggkomponenter. Another Big Expansion som kom 2012 utökar spelet bland annat nya skeppstyper och en fjärde spelomgång.